# Алтернативна едукација
Алтернативна едукација или алтернативна педагогија означава све педагошке приступе који се разликују од традиционалне наставе, базиране на основи диференцијације наставе. У зависности од резултата, алтернативна едукација може обогатити традиционалну наставу.

## Методе
Најпознатије методе алтернативне едукације су:
- Монтесори метода:  Заснива се на природним потенцијалима детета за развој, унутрашњој мотивацији, активном учењу, повезивању идеја и стицању функционалног знања.[2]
- Фреинет метода: Заснива се на слободном истраживању.[3]
- Стеинер метода: Карактеристична метода псеудонауке.[4]
- Деклори метода: метода заснована на  прогресивистичкој педагогији.[5]

## Дефиниција
Већину облика алтернативног образовања карактеришу следеће намере:
- Преусмерити образовање на ученика или студента.[7]
- Натерати ученика да активно развија своје знање (ппартиципативна методологија)
- Промоција аутономије. Самостално одређивање правила.
- развијати креативност и уметнички дух;
- развијати самопоуздање и иницијативу (уговорна педагогија);
- одустати од такмичења, резултата, рангирања;
- прилагодити се интелигенцији и ритму сваког ученика (диференцијална педагогија).